# ر. جاي ستانفورد
ر. جاي ستانفورد (بالإنجليزية: R. J. Stanford)‏ هو لاعب كرة قدم أمريكية أمريكي، ولد في 6 مايو 1988 في تشينو في الولايات المتحدة.

## وصلات خارجية
- ر. جاي ستانفورد على موقع مرجع كرة القدم المحترفة.كوم (الإنجليزية)